# Anthurium gehrigeri
Anthurium gehrigeri är en kallaväxtart som beskrevs av Thomas Bernard Croat. Anthurium gehrigeri ingår i släktet Anthurium och familjen kallaväxter. Inga underarter finns listade.